# Tranquilino Mendoza
El general Tranquilino Mendoza fue un militar mexicano que participó en la Revolución mexicana, batalla de Celaya. Nació en Peñón Blanco, Durango 1888-1959.
Se alistó en el ejército en febrero de 1911, a los 3 meses de iniciado el movimiento a la edad de 22 años.
Fue Jefe del Regimiento que combatió al movimiento escobarista en 1929. Fue general de brigada con antigüedad de 16 de mayo de 1929.   
Estuvo en activo durante todo el movimiento Revolucionario y Postrevolucionario.
Combatió en Durango contra Francisco Villa, en la época Cristera en Guanajuato, Michoacán, Jalisco y Colima.
En el combate contra los Cristeros en Teocuitatlán de Corona, Jalisco, en el regimiento que estaba al mando del general Espiridión Rodríguez le salvó la vida al después general y Presidente Lázaro Cárdenas del Río, ya que lograron escapar con el general Cárdenas herido en la madrugada ya que anteriormente a los heridos los remataban.
También participó en la batalla de Celaya contra la División del Norte de Francisco Villa.